# Laurenz Lütteken
Laurenz Lütteken (* 9. September 1964 in Essen) ist ein deutsch-schweizerischer Musikwissenschaftler. 

## Leben
Laurenz Lütteken studierte nach dem Abitur (1983) Musikwissenschaft, Germanistik und Kunstgeschichte an den Universitäten Münster (Klaus Hortschansky) und Heidelberg (Ludwig Finscher). 1991 wurde er an der Universität Münster promoviert. Nach Tätigkeit als freier Journalist und Stipendien am Deutschen Historischen Institut in Rom, an der Herzog August Bibliothek Wolfenbüttel sowie der Fritz Thyssen Stiftung Köln nahm er von 1992 bis 1995 die Aufgaben eines wissenschaftlichen Assistenten am Musikwissenschaftlichen Seminar der Universität Münster (Klaus Hortschansky) wahr. Er habilitierte sich dort 1995 und wurde anschließend zum Hochschuldozenten ernannt. 1995/96 vertrat er für ein Jahr den Lehrstuhl für Musikwissenschaft an der Universität Heidelberg und war zugleich kommissarischer Leiter des Seminars. 1996 vertrat er eine Professur an der Universität Erlangen-Nürnberg. Im selben Jahr wurde er auf den Lehrstuhl für Musikwissenschaft an der Universität Marburg berufen, ein gleichzeitiges Rufangebot an die Universität Bochum lehnte er ab. Im Jahr 2000 lehnte er einen Ruf an die Universität Leipzig ab, seit 2001 wirkt er als Ordinarius für Musikwissenschaft an der Universität Zürich.
Er ist u. a. Präsident der Stiftung Lyra (seit 2016), Vorsitzender des Wissenschaftlichen Beirats des IZEA der Universität Halle (seit 2017) sowie Mitglied des Stiftungsrats der Fondation Hindemith (seit 2022). Er war u. a. Vorsitzender der Musikgeschichtlichen Kommission (2002–2012), Präsident der Musikkommission der Stadt Zürich (2006–2014) sowie Vorsitzender des Fellowclubs am Wissenschaftskolleg zu Berlin (2017–2023).
Er ist Generalherausgeber der Enzyklopädie MGG Online (seit 2014).
Lütteken ist verheiratet mit der Germanistin Anett Lütteken (* 1966), Leiterin der Handschriftenabteilung der Zentralbibliothek Zürich.

## Auszeichnungen
Lütteken, dessen Dissertation durch die Universität Münster ausgezeichnet wurde (1991), war 1986 Stipendiat der Richard-Wagner-Stipendienstiftung und erhielt 1996 den Walter Kalkhof-Rose-Gedächtnispreis der Akademie der Wissenschaften und der Literatur Mainz, 1997 das Heisenberg-Stipendium der DFG, 2002 die Dent Medal der Royal Musical Association (London) und 2017 den Preis Geisteswissenschaften International des Börsenvereins des Deutschen Buchhandels. Er hatte mehrere Gastprofessuren inne (u. a. Venedig 1998, Tours 2009), war Fellow am Wissenschaftskolleg zu Berlin (2013/14), Fellow an der Kolleg-Forschergruppe BildEvidenz der FU Berlin (2016) sowie Mercator Fellow an der Universität Heidelberg (2025/26). Er ist Ehrenmitglied der American Musicological Society (seit 2015) sowie Mitglied der Academia Europaea (seit 2008), der European Academy of Sciences and Arts (seit 2024) und der Akademie für Mozart-Forschung.

## Schriften (Auswahl)

### Als Autor
- Musiker der Renaissance und des Frühbarock. Grafische Bildnisse aus dem Porträtarchiv Diepenbroick. (Westfälisches Landesmuseum für Kunst und Kulturgeschichte, Bildhefte, Bd. 26). Landschaftsverband Westfalen-Lippe Westfälisches Landesmuseum für Kunst und Kulturgeschichte, Münster 1987, ISBN 3-88789-079-5 (mit Klaus Hortschansky u. Siegfried Kessemeier).
- Guillaume Dufay und die isorhythmische Motette. Gattungstradition und Werkcharakter an der Schwelle zur Neuzeit. (Schriften zur Musikwissenschaft aus Münster, Bd. 4). Verlag der Musikalienhandlung Karl Dieter Wagner, Hamburg, Eisenach 1993, ISBN 3-88979-062-3.
- Das Monologische als Denkform in der Musik zwischen 1760 und 1785. (Wolfenbütteler Studien zur Aufklärung, Bd. 24). Niemeyer, Tübingen 1998, ISBN 3-484-17524-9. (Inhaltsverzeichnis).
- »Eine 3000jährige Kulturentwicklung abgeschlossen«. Biographie und Geschichte in den ›Metamorphosen‹ von Richard Strauss. (Neujahrsblatt der Allgemeinen Musikgesellschaft Zürich, Bd. 189). Amadeus, Winterthur 2004, ISBN 3-905075-12-1.
- Musik der Renaissance. Imagination und Wirklichkeit einer kulturellen Praxis. Metzler/Bärenreiter, Berlin/Kassel 2011, ISBN 978-3-476-02381-0. (Inhaltsverzeichnis). Engl. Ausgabe: Music of the Renaissance. Imagination and Reality of a Cultural Practice. University of California Press, Oakland 2019, Druck-Ausgabe ISBN 978-0-520-29790-6, Online-Ausgabe ISBN 978-0-520-42111-0; russ. Ausgabe: МУЗЫКА РЕНЕССАНСА. Мечты и жизнь одной культурной практик. Academic Studies Press, Boston 2023, ISBN 9798887193502 (Online-Ausgabe für Vollzugriff Bibliotheksanmeldung erforderlich).
- Richard Strauss – die Opern. Ein musikalischer Werkführer. (Beck'sche Reihe, Bd. 2222). C. H. Beck, München 2013, ISBN 978-3-406-65487-9. (Inhaltsverzeichnis).
- Richard Strauss. Musik der Moderne. Reclam, Stuttgart 2014, ISBN 978-3-15-010973-1. (Inhaltsverzeichnis).
- Werkstatt-Musik. Die Zweite Sonatine und das Spätwerk von Richard Strauss. (Neujahrsblatt der Allgemeinen Musikgesellschaft in Zürich, Bd. 199). Amadeus, Winterthur 2014, ISBN 978-3-905075-22-9. (Inhaltsverzeichnis).
- Mozart. Leben und Musik im Zeitalter der Aufklärung. C. H. Beck, München 2017, ISBN 978-3-406-71171-8, Online-Ausgabe, ISBN 978-3-406-71172-5. 2. Aufl. 2018 (Inhaltsverzeichnis), (Klappentext).
- Der verborgene Sinn. Verhüllung und Enthüllung in der Musik. Metzler/Bärenreiter, Berlin/Kassel 2021, ISBN 978-3-476-05771-6. Online-Ausgabe (Metzler), ISBN 978-3-476-05772-3. (Inhaltsverzeichnis u. Vorbemerkung; für Vollzugriff Bibliotheksanmeldung erforderlich).
- Die Zauberflöte. Mozart und der Abschied von der Aufklärung. C. H. Beck, München 2024, ISBN 978-3-406-81502-7. (Inhaltsverzeichnis).
- Lesarten und Lebenswelten. Essays zur Musik. Metzler/Bärenreiter, Berlin/Kassel 2024, ISBN 978-3-7618-2653-9. Online-Ausgabe (Metzler), ISBN 978-3-662-69439-8.

### Als Herausgeber
- MGG Online (seit 2016)
- Die Musik in den Zeitschriften des 18. Jahrhunderts. Eine Bibliographie. (Catalogus musicus, Bd. 18). Bärenreiter, Kassel u. a. 2004, ISBN 3-7618-1757-6. (Inhaltsverzeichnis).
- Wagner Handbuch. Metzler/Bärenreiter, Stuttgart/Kassel u. a.  2012, ISBN 978-3-476-02428-2 (Metzler), ISBN 978-3-7618-2055-1 (Bärenreiter); (Inhaltsverzeichnis). 2. Aufl.: Metzler/Bärenreiter, Berlin/Kassel 2021, ISBN 978-3-662-62818-8.
- Die Triosonate. Catalogue raisonné der gedruckten Quellen. (Répertoire international des sources musicales, Bd. 17,1). G. Henle Verlag, München 2016 (mit Ludwig Finscher und Inga Mai Groote).

Außerdem ca. 40 Sammelbände und Ausstellungskataloge